# Lindsey Williams
Lindsey Williams (ur. 16 czerwca 1984 roku w Saint Paul) – amerykańska biegaczka narciarska. Była uczestniczką Zimowych Igrzysk Olimpijskich w Turynie (2006).

## Osiągnięcia

### Igrzyska olimpijskie
| Miejsce | Dzień     | Rok  | Miejscowość | Konkurencja            | Czas biegu  | Strata      | Zwyciężczyni         |
| ------- | --------- | ---- | ----------- | ---------------------- | ----------- | ----------- | -------------------- |
| 62.     | 12 lutego | 2006 | Pragelato   | 15 km bieg łączony     | 50:49,7 min | +8:01,0 min | Kristina Šmigun-Vähi |
| 38.     | 22 lutego | 2006 | Pragelato   | sprint stylem dowolnym | 2:20,28 min |             | Chandra Crawford     |